# Anhelina Kalinina
Anhelina Serhijivna Kalinina (Oekraïens: Ангеліна Сергіївна Калініна) (Nova Kachovka, 7 februari 1997) is een tennisspeelster uit Oekraïne. Kalinina begon op zesjarige leeftijd met het spelen van tennis. Zij is actief in het internationale tennis sinds 2012.

## Loopbaan
In 2013 stond Kalinina met Iryna Sjymanovitsj op het meisjesdubbelspel van Wimbledon in de finale, die zij verloren van de Tsjechische meiden Barbora Krejčíková en Kateřina Siniaková.
In 2014 stond zij met Jelizaveta Koelitsjkova in de meisjesdubbelspelfinale van het Australian Open – in twee sets wonnen zij van Katie Boulter en Ivana Jorović. Op het US Open stond zij in de finale van het meisjesenkelspel, waar zij verloor van Marie Bouzková.
In 2018 wist zij zich te kwalificeren voor het US Open – zij bereikte de tweede ronde, door de Liechtensteinse Kathinka von Deichmann te verslaan.
In juli 2021 won Kalinina het $100k-ITF-toernooi van Contrexéville (haar veertiende ITF-titel) – daarmee kwam zij binnen in de top 100 van de wereldranglijst. De week erna bereikte zij de finale van het WTA-toernooi van Boedapest – in de eindstrijd moest zij het afleggen tegen de Kazachse Joelija Poetintseva.
In januari 2022 kwam zij binnen op de top 50 van de wereldranglijst. In december won zij haar eerste WTA-titel, op het WTA-toernooi van Limoges waar zij in de finale te sterk was voor de Deense Clara Tauson.
In januari 2023 bereikte Kalinina op het Australian Open voor het eerst de derde ronde, door onder meer de Tsjechische Petra Kvitová te verslaan. Ook in het dubbelspel aldaar reikte zij tot de derde ronde, aan de zijde van de Belgische Alison Van Uytvanck. In april trad zij toe tot de mondiale top 150 in het dubbelspel.
In juni 2024 haakte zij in het dubbelspel nipt aan bij de top 100 van de wereldranglijst.

## Posities op deWTA-ranglijst
Positie per einde seizoen:
| jaar | rang enkelspel | rang dubbelspel |
| ---- | -------------- | --------------- |
| 2013 | 561            | 764             |
| 2014 | 268            | 441             |
| 2015 | 148            | 300             |
| 2016 | 527            | 638             |
| 2017 | 157            | 356             |
| 2018 | 110            | 426             |
| 2019 | 181            | 310             |
| 2020 | 162            | 485             |
| 2021 | 52             | 389             |
| 2022 | 52             | 343             |
| 2023 | 27             | 141             |
| 2024 | 57             | 104             |

## Palmares
| Legenda                 |
| ----------------------- |
| Grandslamtoernooi       |
| Olympische Spelen       |
| Year-End Championships  |
| Premier Mandatory       |
| Premier Five / WTA 1000 |
| Premier / WTA 500       |
| International / WTA 250 |
| Challenger / WTA 125    |

### WTA-finaleplaatsen enkelspel
| nr.              | finale     | toernooi      | ondergrond    | tegenstandster      | score          |         |
| ---------------- | ---------- | ------------- | ------------- | ------------------- | -------------- | ------- |
| gewonnen finales |            |               |               |                     |                |         |
| 1.               | 2022-12-17 | WTA Limoges   | hardcourt (i) | Clara Tauson        | 6-3, 5-7, 6-4  | details |
| verloren finales |            |               |               |                     |                |         |
| 1.               | 2021-07-18 | WTA Boedapest | gravel        | Joelija Poetintseva | 4-6, 0-6       | details |
| 2.               | 2023-05-20 | WTA Rome      | gravel        | Jelena Rybakina     | 4-6, 0-1, opg. | details |

## Resultaten grandslamtoernooien
| Legenda | Legenda                          |
| ------- | -------------------------------- |
| g.t.    | geen toernooi gehouden           |
| l.c.    | lagere categorie                 |
| –       | niet deelgenomen                 |
| G       | uitgeschakeld in de groepsfase   |
| 1R      | uitgeschakeld in de eerste ronde |
| 2R      | uitgeschakeld in de tweede ronde |
| 3R      | uitgeschakeld in de derde ronde  |
| 4R      | uitgeschakeld in de vierde ronde |
| KF      | uitgeschakeld in de kwartfinale  |
| HF      | uitgeschakeld in de halve finale |
| F       | de finale verloren               |
| W       | het toernooi gewonnen            |
| w-v     | winst/verlies-balans             |

### Enkelspel
| toernooi        | 2018 |      | 2020 | 2021 | 2022 | 2023 | 2024 | 2025 |
| --------------- | ---- | ---- | ---- | ---- | ---- | ---- | ---- | ---- |
| Australian Open | –    | –    | –    | 1R   | 3R   | 1R   | 1R   |      |
| Roland Garros   | –    | –    | 2R   | 2R   | 1R   | 1R   |      |      |
| Wimbledon       | –    | g.t. | –    | 2R   | 2R   | 1R   |      |      |
| US Open         | 2R   | 1R   | 2R   | 2R   | 1R   | 2R   |      |      |

### Vrouwendubbelspel
| toernooi        | 2021 | 2022 | 2023 | 2024 | 2025 |
| --------------- | ---- | ---- | ---- | ---- | ---- |
| Australian Open | –    | 1R   | 3R   | 1R   | 2R   |
| Roland Garros   | –    | 1R   | 1R   | 1R   |      |
| Wimbledon       | –    | 1R   | 2R   | 1R   |      |
| US Open         | 2R   | –    | 1R   | 1R   |      |